# Partiscum
Partiscum a fost un fort în provincia romană Dacia de-a lungul limes-ului râului Marisus (actualul Mureș). Era cel mai vestic fort al Daciei. Ruinele sale se află în apropiere de Szeged, comitatul Csongrád, Ungaria.